# Наммоку
Наммоку (яп. 南牧村 Наммоку-мура) — село в Японии, находящееся в уезде Канра префектуры Гумма. Площадь села составляет 118,78 км², население — 2249 человек (1 июля 2014), плотность населения — 18,93 чел./км².

## Географическое положение
Село расположено на острове Хонсю в префектуре Гумма региона Канто. С ним граничат город Саку, посёлки Канна, Симонита, Сакухо и село Уэно.

## Население
Население села составляет 2249 человек (1 июля 2014), а плотность — 18,93 чел./км². Изменение численности населения с 1980 по 2005 годы:
| 1980 | 5893 чел. |  |
| 1985 | 5089 чел. |  |
| 1990 | 4387 чел. |  |
| 1995 | 3829 чел. |  |
| 2000 | 3340 чел. |  |
| 2005 | 2929 чел. |  |

## Символика
Деревом села считается криптомерия, цветком — Rhododendron pentaphyllum, птицей — Cettia diphone.